# Печково (Ленинградская область)
Печково — деревня в Ям-Тёсовском сельском поселении Лужского района Ленинградской области.

## История
Впервые упоминается в Писцовой книге Водской пятины 1500 года, как деревня Печково в Климентовском Тёсовском погосте Новгородского уезда.

ПЕЧКОВО — деревня при реках Тесове и Рыденке. Жерятинского сельского общества, прихода села Климентовского.
 
Крестьянских дворов — 28. Строений — 150, в том числе жилых — 27. Ветряная мельница.

Число жителей по семейным спискам 1879 г.: 69 м. п., 67 ж. п.; по приходским сведениям 1879 г.: 66 м. п., 68 ж. п.

Сборник Центрального статистического комитета описывал её так:

ПЕЧКОВА — деревня бывшая удельная при реках Тесове и Рыденке, дворов — 27, жителей — 162; Часовня, лавка. (1885 год)

В конце XIX — начале XX века деревня административно относилась к Тёсовской волости 3-го стана 3-го земского участка Новгородского уезда Новгородской губернии.

ПЕЧКОВО — деревня Жерядкинского сельского общества, дворов — 26, жилых домов — 26, число жителей: 73 м. п., 84 ж. п. 

Занятия жителей — земледелие, выпас телят. Часовня, хлебозапасный магазин, мелочная лавка. (1907 год)

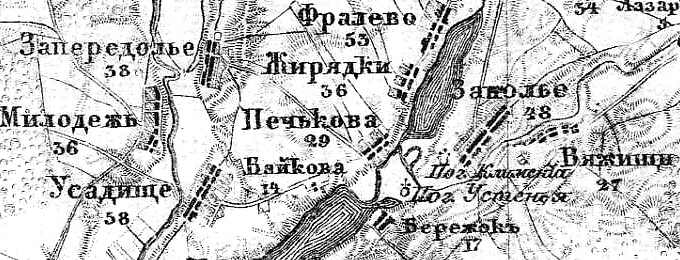
Деревня Печково на карте 1915 года

Согласно карте из «Исторического атласа Санкт-Петербургской Губернии» 1915 года деревня называлась Печькова насчитывала 29 крестьянских дворов.
С 1917 по 1927 год деревня Печково входила в состав Тёсовской волости Новгородского уезда Новгородской губернии.
С 1927 года, в составе Печковского сельсовета Оредежского района.
В 1928 году население деревни Печково составляло 138 человек.
По данным 1933 года деревня Печково являлась административным центром Печковского сельсовета Оредежского района, в который входили 10 населённых пунктов: деревни Байково, Вяжищи, Жерядки, Запередолье, Заполье, Печково, Усадище, Фралево; погосты Никольский и Климентово, общей численностью населения 1613 человек.
По данным 1936 года в состав Печковского сельсовета входили 7 населённых пунктов, 394 хозяйства и 7 колхозов.
C 1 августа 1941 года по 31 января 1944 года деревня находилась в оккупации.
С 1959 года, в составе Лужского района.
В 1965 году население деревни Печково составляло 136 человек.
По данным 1966 года деревня Печково являлась административным центром Печковского сельсовета Лужского района.
По данным 1973 и 1990 годов деревня Печково входила в состав Приозёрного сельсовета.
В 1997 году в деревне Печково Приозёрной волости проживали 76 человек, в 2002 году — 61 человек (русские — 95 %).
В 2007 году в деревне Печково Ям-Тёсовского СП проживали 69 человек, в 2010 году — 29, в 2013 году — 68.

## География
Деревня расположена в восточной части района на автодороге 41К-662 (Оредеж — Тёсово-4 — Чолово).
Расстояние до административного центра поселения — 8 км.
Расстояние до районного центра — 60 км.
Расстояние до ближайшей железнодорожной станции Чолово — 15 км. 
Деревня находится на правом берегу реки Тёсова

## Демография
| 1879 | 1885 | 1909 | 1928 | 1965 | 1997 | 2007 |
| ---- | ---- | ---- | ---- | ---- | ---- | ---- |
| 136  | ↗162 | ↘157 | ↘138 | ↘136 | ↘76  | ↘69  |
| 2010 | 2013 | 2017 |      |      |      |      |
| ↘29  | ↗66  | →66  |      |      |      |      |

## Улицы
Байковская, Полевая, Центральная.